# Doresópolis
Doresópolis este un oraș în Minas Gerais (MG), Brazilia.